# Suicidología

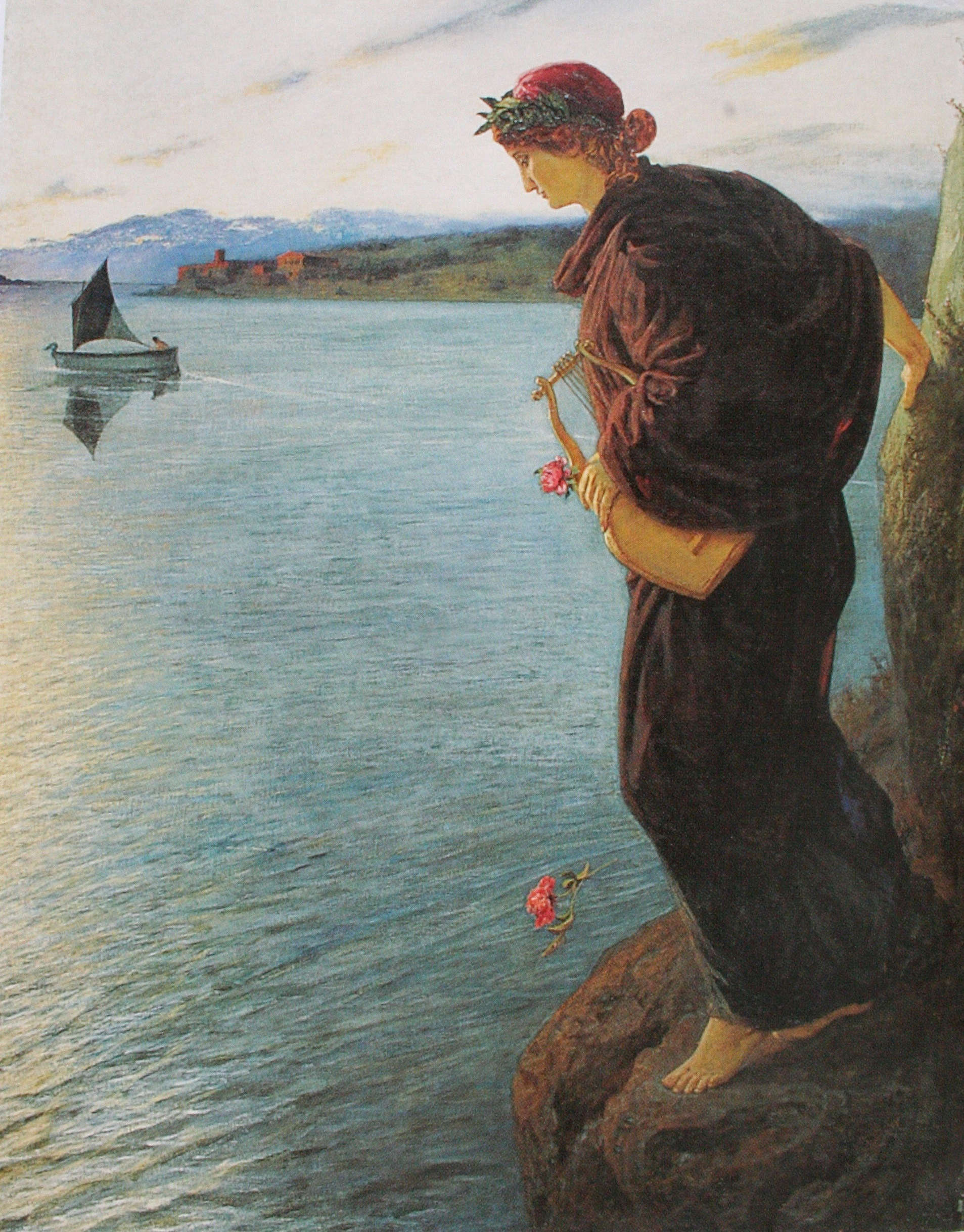
Safo de Mitilene poco antes de su rumorado suicidio, en una pintura de Johann Melchior Ernst Stickelberger

La suicidología es el estudio científico tanto del comportamiento suicida como de la prevención del suicidio.
Este campo interdisciplinar está orientado al desarrollo de conocimientos científicos, teóricos, metodológicos y éticos en relación a la promoción, prevención, atención, posvención, investigación, formación, capacitación y políticas de estado para la intervención en el Trastorno del comportamiento Suicida.
Existen diferentes campos y disciplinas relacionadas con la suicidología. Lo que nos permite decir que la suicidiología es un campo interdisciplinar.Las dos principales son la psicología y la sociología como disciplinas que tradicionalmente se ocupaban de este campo interdisciplinar. Actualmente se incorporaron otras como: la seguridad, el derecho, la arquitectura, la ingeniería, la educación.
Cada año, alrededor de un millón de personas se suicida, lo que implica una tasa bruta de mortalidad de 16 por cada 100.000 personas o una muerte cada dos minutos. El suicidio es muy prevenible con las acciones adecuadas, el conocimiento sobre el suicidio y un cambio en la forma en la que la sociedad ve el suicidio para hacer más aceptable hablar de ello.
El 10 de septiembre de cada año se conmemora a nivel mundial el Día Mundial para la Prevención del Suicidio. En Argentina, esta declarado el Dia Nacional para la prevención del suicidio, lo que dio paso a que el país inicie las acciones para lo que hoy es la actual Ley Nacional 2713

## Historia
La mayoría de los suicidólogos piensan en la historia del suicidio en términos de cortes, iglesia, prensa, moral y sociedad. En la antigua Grecia, había varias opiniones sobre el suicidio. Fue tolerado e incluso alabado cuando fue cometido por patricios (generales y filósofos), pero fue condenado si lo cometían los plebeyos (gente común) o esclavos. En Roma, el suicidio se veía de manera bastante neutral, incluso de manera positiva, porque la vida se mantenía barata. Durante el cristianismo primitivo, el martirio excesivo y una inclinación hacia el suicidio asustaron a los ancianos de la iglesia lo suficiente como para que introdujeran una seria disuasión. Se pensaba que el suicidio era un crimen porque impedía la posibilidad de arrepentimiento, y violaba el sexto mandamiento que no debes matar. Durante este tiempo, Santo Tomás de Aquino enfatizó que el suicidio era un pecado mortal porque interrumpía el poder de Dios sobre la vida y la muerte del hombre. Sin embargo, en ninguna parte de la Biblia Judeocristiana existe una directiva que prohíba el suicidio. Esta creencia se consolidó y durante cientos de años más tarde jugó un papel importante en la visión occidental del suicidio. En los últimos 200 años, el enfoque principal del suicidio se ha movido de las acusaciones de que es un pecado al esfuerzo de compasión, comprensión y prevención.

## Partes de estudio
Hay muchos puntos de estudio dentro de la suicidología. La suicidología estudia no solo la muerte por suicidio y el intento de suicidio, sino también la autodestrucción parcial, la ideación suicida, el parasuicidio y las conductas y actitudes autodestructivas. La ideación suicida es cuando alguien tiene pensamientos o muestra gestos de suicidio. Por ejemplo, podría ser tan simple como alguien que dice que "la vida ya no vale la pena" o puede ser extremo, como "me voy a suicidar saltando de un puente". El parasuicidio es cuando alguien se hace daño deliberado a sí mismo. Por ejemplo, si alguien fuera a tomar una sobredosis de medicamentos y vivir. Los comportamientos autodestructivos son cualquier cosa que se cause daño a uno mismo. Esto puede ser intencional o no intencional. Algunos ejemplos son el alcoholismo, los deportes de riesgo, algunos trastornos sexuales y los trastornos de la alimentación. A modo de nota suicida, la persona que cometerá el acto de suicidio tiene la última palabra. También es una forma para que la persona explique, cierre (o no), se sienta culpable, dicte deseos, controle, perdone o culpe. Aquí hay una lista de las partes que podrían incluirse en una nota de suicidio.

### Posibles atributos de una nota de suicidio
- Necesidad de controlar y dirigir
- Petición de perdón
- Absolución
- Ambivalencia e incertidumbre
- Desesperación conmovedora
- Remordimiento y arrepentimiento
- Ser un salvador / ser salvado
- Altruismo
- Falta de placer
- Autocrítica[6]

## Contribuidores
Uno de los primeros en contribuir al estudio de la suicidología es Edwin S. Shneidman. Edwin Shneidman es considerado el padre de la suicidología. La definición de suicidio de Shneidman es un acto consciente de aniquilación auto inducida, mejor entendida como un malestar multidimensional en un individuo necesitado que define un problema para el cual el suicidio se percibe como la mejor solución. Pensaba que el suicidio era un dolor psicológico intolerable. Otra persona notable en el campo de la suicidología es Emile Durkheim. Para Durkheim, la palabra suicidio se aplica a todos los casos de muerte que resulten directa o indirectamente de un acto positivo o negativo de la propia víctima, que él sabe que producirá este resultado. Básicamente, vio el suicidio como un hecho social externo y restrictivo independiente de la psicopatología individual. En la definición de David J. Mayo había cuatro elementos del suicidio. El primer elemento: un suicidio ha ocurrido solo si ha ocurrido una muerte. El segundo elemento: la muerte debe ser propia. El tercer elemento: la agencia del suicidio puede ser activa o pasiva y, por último, implica terminar intencionalmente la propia vida. Sigmund Freud y Karl Menninger tenían puntos de vista similares sobre el suicidio. Su definición de suicidio tenía tres aspectos diferentes. Uno fue un asesinato con odio o el deseo de matar. El segundo fue un asesinato por sí mismo que a menudo involucraba culpa o el deseo de ser asesinado. El último es el deseo de morir. Pensaron que el suicidio era un deseo de muerte asesino que se había vuelto hacia sí mismo. Sigmund Freud también creía que teníamos dos instintos básicos opuestos, la vida (eros) y la muerte (thanatos), y todos los instintos buscaban la reducción de la tensión. También creía que el suicidio es más probable en civilizaciones avanzadas que requieren una mayor represión de la energía sexual y agresiva. La definición de suicidio de Jean Baechler fue que el suicidio denota todo comportamiento que busca y encuentra la solución a un problema existencial al intentar la vida del sujeto. Otro trabajador en el campo de la suicidología fue Joseph H. Davis. La definición que dio para suicidarse fue suicidarse es un acto fatal, autoinfligido y autoinfligido, sin aparente deseo de vivir; Son implícitos dos componentes básicos de letalidad e intención. Albert Camus también hizo algún trabajo en este campo. Creía que si uno puede vivir o elige vivir es el único problema filosófico verdaderamente serio. También afirmó que el hombre creó un dios para poder vivir sin un deseo de suicidarse y que la única libertad humana es aceptar la muerte. Introdujo el pensamiento darwiniano en sus enseñanzas.

## Mitos sobre el suicidio
Aquí hay una lista de mitos suicidas y la verdad detrás de estos mitos:
| Mito | Verdad |
| --- | --- |
| Las personas que se suicidan siempre dejan notas.                                                                                  | La mayoría de la gente no deja notas. Solo un pequeño porcentaje deja algún tipo de explicación sobre por qué han optado por suicidarse. |
| Las personas que mueren por suicidio no advierten a los demás.                                                                     | De cada diez personas que se suicidan, ocho han dado pistas definitivas sobre sus intenciones. Todas las personas que sufren de ideación suicida, dejan pistas subconsciente o inconscientemente sobre sus pensamientos suicidas                                                                             |
| Las personas que hablan sobre el suicidio solo intentan llamar la atención.                                                        | Pocos mueren por suicidio sin antes dejar que alguien sepa cómo se sienten. Las personas que piensan en el suicidio dan pistas y advertencias como gritos de ayuda. Más del 70% de los que amenazan con suicidarse lo intentan o se suicidan.                                                                |
| Una vez que alguien ya ha decidido suicidarse, nada lo detendrá.                                                                   | La mayoría de las veces, las personas suicidas son ambivalentes sobre el suicidio. La mayoría de las personas no quieren morir; solo quieren que el dolor que sienten se detenga. |
| Una vez que mejora el estado emocional, se acaba el riesgo de suicidio.                                                            | Las tasas más altas de suicidio ocurren dentro de los tres meses de una aparente mejoría en un estado de depresión severa. El nivel de energía es el factor importante para que alguien que está mejorando tenga la energía para actuar en un impulso suicida, si percibe un obstáculo para la recuperación. |
| Después de que una persona ha intentado suicidarse, es poco probable que vuelva a intentarlo.                                      | Es muy probable que las personas que han intentado suicidarse lo vuelvan a intentar. El 80% de las personas que se suicidan han realizado al menos un intento previo. |
| No mencione el suicidio a alguien que muestre signos de depresión severa; plantará la idea en su mente y actuarán en consecuencia. | Muchas personas deprimidas ya han considerado el suicidio como una opción. Hablar sobre el suicidio generalmente proporciona una sensación de alivio y comprensión a la persona. Hablar sobre el suicidio es una de las cosas más útiles que puede hacer.                                                    |
| Un intento no fatal significa que la persona no se tomó en serio la idea de terminar con su vida.                                  | Algunas personas son ingenuas sobre cómo suicidarse. El intento en sí mismo es el factor más importante, no el método |

## Suicidología en Argentina
En los últimos años el desarrollo de este campo ha tenido varias contribuciones 

### Definiciones

#### Suicidologia
La Suicidología  ha sido conceptualizada como un campo interdisciplinario que estudia los diversos aspectos relacionados con los procesos del comportamiento suicida. Entendiendo que los mismos tienen origen multicausal y requieren de intervenciones interdisciplinarias e intersectoriales. Este campo interdisciplinar está orientado al desarrollo de conocimientos científicos, teóricos, metodológicos y éticos en relación con la promoción, prevención, atención, posvención, investigación, formación, capacitación y políticas de estado, para la intervención en los procesos suicidas y sus contextos.

#### Proceso suicida
Según diversas investigaciones realizadas en la atención clínica de pacientes con trastorno por comportamiento suicida, se acuña el término proceso suicida. Éste consiste en una sucesión de fases que se van encadenando, teniendo diferentes tiempos de tránsito y niveles de gravedad. Dicho proceso se construye en la trama de la historia vital del sujeto, donde tres preguntas guían su pensamiento: cómo, cuándo y dónde. Las fases nombradas anteriormente, se inician en la dificultad de la resolución de problemas de la vida cotidiana y finalizan muchas veces con el suicidio consumado. Dichas fases son: 1) Acumulación de problemas sin resolver; 2) Acumulación de Conflictos; 3) Crisis; 4) Pensamientos negativos; 5) Ideación suicida; 6) Crisis por Intento de Suicidio; y 7) Suicidio. A partir de observar que el acto suicida no constituye en sí mismo un suceso acabado, reducido, sino que atraviesa diferentes fases, es que se puede comprender que es posible intervenir en cada una de ellas a partir de intervenciones preventivas, diagnósticas, clínicas y posventivas.

### Programa en Argentina
En Argentina se encuentra el Programa de Prevención, Atención y Posvención del Suicidio, que realiza diferentes actividades del campo de la suicidología en argentina. 

### ONG en Argentina
La Asociación Civil Red Argentina de Suicidología es una ONG integrada por profesionales, técnicos y voluntarios que abordan la problemática del suicidio en la concientización, capacitación, prevención, atención y posvención en diferentes ámbitos o sectores como salud, educación, seguridad, justicia y desarrollo social, entre otros.
Este grupo humano colabora en la visibilización y prevención de los procesos suicidas de manera voluntaria, gratuita y solidaria.
http://www.redargentinadesuicidologia.com.ar/

### Legislación

#### Ley Nacional de Prevención del Suicidio
La República Argentina ha podido tener una ley que tiene como objetivo promover las políticas públicas en relación con la prevención, asistencia, cobertura y capacitación, la Ley Nacional de Prevención del Suicidio N° 27.130, el diputado por la Provincia de Jujuy Dr. Mario Raymundo Fiad fue el legislador que presentó esta iniciativa, a partir de una construcción colectiva como el dice. El 12 de noviembre de 2014 fue presentado el proyecto en la Cámara de Diputados de la Nación. El Diputado expresa en su discurso que colaboraron en esta iniciativa legislativa la Dirección Nacional de Salud Mental, la Fundación Manos Unidas Por la Paz - Programa de Prevención, Atención y Posvención del Suicidio,  Servicio de Niñez y Adolescencia del Ministerio  de Salud de la Nación, la Red Argentina de Suicidología y especialistas independientes.

## Suicidologia en Paraguay

### Legislación
Desde el 19 de septiembre de 2019, la República de Paraguay cuenta con la Ley Nacional de Prevención y atención de personas en riesgo de suicidio N° 6169